# Фаний Эресский
Фа́ний Эресский (др.-греч. Φανίας, также Φαινίας, лат. Phanias; 2-я половина IV века до н. э., Эрес, о. Лесбос — начало III века до н. э.) — древнегреческий философ-перипатетик и историк. Ученик Аристотеля и друг Феофраста.
Плутарх в 13 главе биографии Фемистокла, приводя от имени Фания рассказ о жертвоприношении, которое происходило в греческом лагере перед Саламинским сражением, попутно характеризует Фания, как писателя философски образованного и знакомого с историей литературы.
Согласно древним источникам, Фаний написал множество философских, исторических и естественно-исторических сочинений. До нашего времени от них дошли скудные отрывки, по преимуществу нефилософского содержания. У Диогена Лаэртия упоминается сочинение «О сократиках» (Περὶ τῶν Σωκρατικῶν), у Афинея — Πρòς τοὺς σοφιστάς.
Из исторических трудов Фания Афиней называет и эксцерпирует такие: «Пританы Эреса» (Περὶ πρυτάνεων Ἐρεσίων), «Тираны Сицилии» (Περὶ τῶν ἐν Σικελίᾳ τυράννων), Τυράννων ἀναίρεσις ὲκ τιμωρίας, Περὶ ποιητῶν; из естественно-исторических — Περὶ φυτῶν (φυτικῶν). Собственной школы Фаний не создал, но продолжал работу своего учителя во всех областях перипатетических исследований и по своей разносторонности и широте научных интересов стоял ближе всего к Феофрасту.